# 최은영 (애니메이터)
최은영은 대한민국 국적의 일본에서 활동하는 애니메이터이다. 사일런스 SARU의 대표 이사이기도 하다.